# Qama
Qama war ein jemenitisches Längenmaß und galt als Klafter.
- 1 Qama = 5 ½ Fuß (engl.) = 1,6764 Meter (nach Knorr/Kahnt 1,995 Meter[1])

Die Maßkette war
- 1 Qama = 1 5/6 War/Yarda = 3 2/3 Dra/Dira/Elle
  - 1 War/Yarda = 1 Yard = 914,4 Millimeter
  - 1 War/Yarda = 2 Dra/Dira = 18 Inches = 457,2 Millimeter